# 青森県道283号百石下田線
青森県道283号百石下田線（あおもりけんどう283ごう ももいししもだせん）は、青森県上北郡おいらせ町を通る一般県道である。

## 概要
おいらせ町新田で青森県道19号八戸百石線交点から明神川の北側を西へ進み、おいらせ町苗振谷地で国道338号・国道45号に至る。

### 路線データ
- 起点：上北郡おいらせ町新田（八戸百石線交点）[1]
- 終点：上北郡おいらせ町獺野（国道四五号交点）[1]

## 歴史
- 1995年（平成7年）4月1日 - 県道に認定される[1]。

## 地理

### 交差する道路
- 青森県道19号八戸百石線（起点）
- 国道45号・国道338号（終点）

### 沿線の施設など
- 正一位稲荷神社
- 青森県立百石高等学校
- おいらせ町立百石小学校